# Городище (Жирятинский район)
Городи́ще — бывшая деревня в Жирятинском районе Брянской области. 
 Располагалась в 2 км к северу от деревни Колычово.

## История
Упоминается с первой половины XVII века (первоначально — в составе Подгородного стана Брянского уезда). В XVIII—XIX вв. — владение Безобразовых, Небольсиных и др. Входила в приход села Творишичи.
С последней четверти XVIII века до 1924 года — в Трубчевском уезде (с 1861 — в составе Красносельской волости, с 1910 в Малфинской волости; в 1918—1919 входила во временно образованную Никольскую волость).
В 1924—1929 в Жирятинской волости Бежицкого уезда; с 1929 в Жирятинском районе, а в период его временного расформирования (1932—1939, 1957—1985) — в Брянском районе. Входила в Жирятинский сельсовет.
Исключена из учётных данных в 1986 году.
| Годы      | 1866 | 1886 | 1926 | 1979 |
| --------- | ---- | ---- | ---- | ---- |
| Население | 77   | 168  | 268  | 18   |